# Câu lạc bộ bóng đá Sông Lam Nghệ An B
Câu lạc bộ bóng đá Sông Lam Nghệ An B (tiếng Anh: Song Lam Nghe An B Football Club), được biết đến nhiều hơn với tên Trẻ Sông Lam Nghệ An hay U-21 Sông Lam Nghệ An là một câu lạc bộ bóng đá tại Việt Nam, có trụ sở ở thành phố Vinh, tỉnh Nghệ An. Đây là đội dự bị đồng thời cũng chính là lứa U-21 của Sông Lam Nghệ An tham dự Giải U-21 Quốc gia được diễn ra hằng năm.

## Lịch sử
Mùa giải 2022, sau khi có được sự tiếp quản của tập đoàn Tân Long, Sông Lam Nghệ An đã quyết định thành lập thêm đội trẻ để tham dự Giải bóng đá Hạng Ba Quốc gia 2022. Việc thành lập đội trẻ này có ý nghĩa lớn với mong muốn bóng đá xứ Nghệ phát triển bền vững hơn trong tương lai. Tạo thêm môi trường chuyên nghiệp cho các cầu thủ được tham gia cọ xát, phát triển tài năng, từ đó câu lạc bộ muốn tạo ra nguồn cung cấp nhân lực dồi dào cho đội một của Sông Lam Nghệ An và xa hơn nữa là các tuyến trẻ ở đội tuyển quốc gia.